# Siemens et Halske T52
Pour les articles homonymes, voir T52.

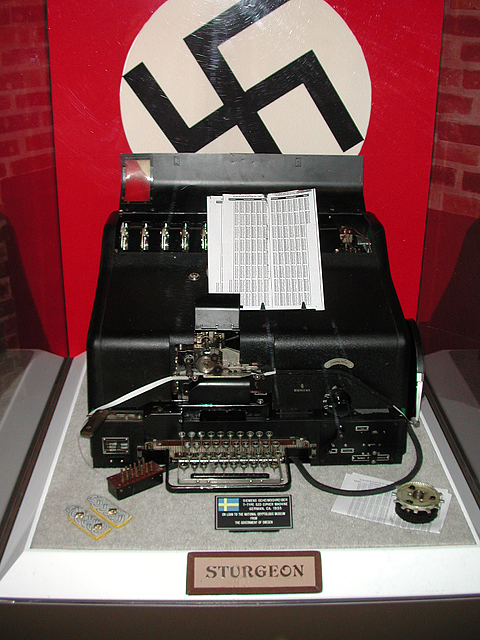
"L'ESTURGEON" exposé à l'US National Cryptologic Museum.

Le Siemens & Halske T52, aussi connu comme le Geheimschreiber (« le téléscripteur secret »), ou la Schlüsselfernschreibmaschine (SFM), est une machine de chiffrement et un téléscripteur allemand de la Seconde Guerre mondiale produit par la firme de génie électrique Siemens & Halske. La machine et son trafic furent appelés sous le nom de code Sturgeon (esturgeon) par les cryptanalystes britanniques.
Alors que la machine Enigma était généralement utilisée par les unités sur le terrain, la T52 était une machine en ligne utilisée par les unités de la Luftwaffe et de la Marine allemande, qui pouvaient opérer cette lourde machine, son téléscripteur et ses circuits attachés connexes. Elle remplit un rôle similaire aux machines de chiffrement Lorenz dans l'Armée de terre allemande.
Les cryptanalystes britanniques de Bletchley Park donnèrent aux machines de chiffrement et téléscripteurs allemands des noms de poisson, la T52 a ainsi été appelée Sturgeon (esturgeon), la machine de Lorenz a elle été appelée Tunny (thon).

## Opérations
Les téléscripteurs du jour émettaient chaque caractère en cinq bits parallèles sur cinq lignes, codés dans le code Baudot ou quelque chose de similaire. La T52 avait dix pinwheeels (moulinets), qui ont été renforcés d'une façon complexe non linéaire, basés, sur les derniers modèles, sur leur position depuis divers retardements dans le passé, mais de telle manière qu'ils ne pouvaient jamais avoir de décrochage. Chacun des cinq bits en clair était ensuite XORés avec la somme de 3 XOR des pinwheels puis de manière cyclique des paires adjacentes de bits en texte clair bits étaient inversées ou non, en fonction des sommes XOR sommes de trois (différentes) sorties de bits. Le nombre de broches sur toutes les roues sont premiers entre eux, et les triplettes de bits qui contrôlaient chaque XOR ou swap étaient sélectionnables par l'intermédiaire d'un tableau de branchement.
Cela produisait un chiffrement beaucoup plus complexe que la machine de Lorenz et signifiait également que la T52 n'était pas seulement un générateur de nombres pseudo-aléatoires et de chiffrement XOR. Par exemple, si un chargé du chiffrement commettait l'erreur d'envoyer deux messages différents en utilisant exactement les mêmes paramètres — une profondeur de deux (depth en anglais) dans le jargon de Bletchley Park — ce qui pouvait être détecté statistiquement, mais n'était pas immédiatement et facilement résoluble comme cela le serait avec la machine de Lorenz.

## Modèles

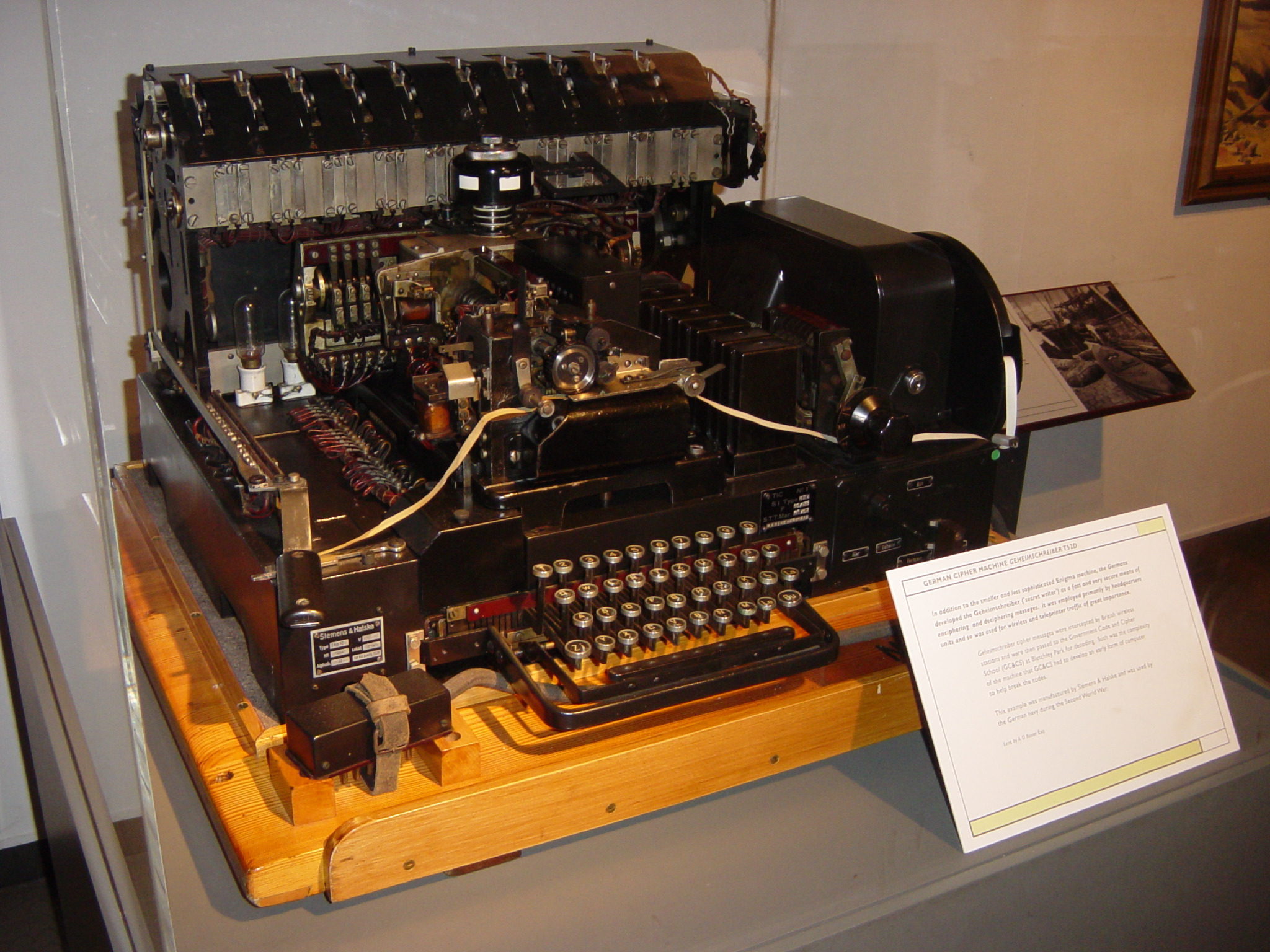
Un T52d exposé à l'Imperial War Museum à Londres.

Siemens produisit plusieurs versions, la plupart incompatibles entre elles, de la T52: la T52a et la T52b, qui ne différaient que par leurs suppression de bruits électriques, et les T52c, T52d et T52e. Alors que la T52a/b et T52c étaient cryptologiquement faibles, les deux dernières étaient des appareils plus avancés ; le mouvement des roues était intermittent, la décision de les faire avancer ou pas était contrôlée par des circuits logiques qui prenaient leurs données d'entrée des roues elles-mêmes.
En outre, un certain nombre de failles conceptuelles, y compris de très subtiles, avaient été éliminées. Une telle faille était la possibilité de réinitialiser le flux à un point fixe, ce qui a conduit à la réutilisation de la clé par des opérateurs indisciplinés de la machine.

## La cryptanalyse
À la suite de l'occupation du Danemark et de la Norvège, les Allemands ont commencé à utiliser un réseau de téléscripteurs qui traversait la Suède. Les Suédois ont immédiatement capté les communications, en mai 1940, et le mathématicien et cryptographe Arne Beurling a craqué les deux premiers modèles en deux semaines, utilisant juste un stylo et du papier (un exploit réédité ultérieurement par Bill Tutte à Bletchley Park avec le téléscripteur Lorenz utilisé par le Haut commandement allemand). La compagnie de téléphone Ericsson fabriqua un certain nombre de machines analogues au T52 qui pouvaient décoder les messages une fois que les paramètres de la clé avaient été trouvés manuellement. Les Suédois ont pu ainsi lire pendant trois ans les messages circulant dans le système, non seulement entre Berlin et Oslo, mais aussi entre l'Allemagne et les forces allemandes en Finlande, et bien sûr ceux de l'ambassade d'Allemagne à Stockholm. Au total, les Suédois ont intercepté 500 000 messages allemands et en ont décrypté 350 000. Cependant, une sécurisation assez pauvre fit que les Allemands ont finalement pris conscience de cela. Une amélioration de la sécurité de la T52 en 1942 fut forcée par les Suédois. Cependant, une deuxième mise à niveau à la mi-1943, ne le fut pas, et le flux de messages déchiffrés s'arrêta.
Les Britanniques détectèrent pour la première fois du trafic codé par la T52 durant l'été et l'automne 1942 sur un lien entre la Sicile et la Libye, lui donnant le nom de code de Sturgeon (esturgeon), et l'autre entre la mer Egée à la Sicile, dont le nom de code fut Mackerel (maquereau). Les opérateurs des deux liaisons avaient pour habitude de crypter plusieurs messages avec les mêmes réglages de la machine, produisant un grand nombre de « profondeurs ». Ces profondeurs furent analysées par Michael Crum.
Les Britanniques, à Bletchley Park, ont plus tard également cassé Sturgeon, même s'ils ne l'ont pas cassée aussi régulièrement qu'Enigma ou Tunny (thon). C'était en partie dû au fait que la T52 était de loin le système de chiffrement le plus complexe des trois, mais aussi parce que la Luftwaffe très souvent retransmettait des messages Sturgeon en utilisant des cryptages facilement attaquables (ou déjà cassés) ce qui rendait inutile l'attaque de la machine.

### Citations
1. ↑  Beckman B. Codebreakers: Arne Beurling and the Swedish crypto program during World War II. Providence, RI: American Mathematical Society; 2002 Jan.
2. ↑  Dirk Rijmenants, Focus: Siemens & Halske T-52, 2008 (lire en ligne)
3. ↑  
Paul Gannon, Colossus: Bletchley Park's Greatest Secret, Atlantic Books, 2006, 157–158 p. (ISBN 1-84354-330-3)
4. ↑  The SAVILLE cryptographic algorithm; see note concerning Crum's career

### Sources
- Donald W. Davies, Siemens et Halske T52e Cipher Machine (réimprimé dans les domaines de la Cryptologie: Hier, aujourd'Hui et Demain, Artech House, Norwood, 1987)
- Donald W. Davies, Les Premiers Modèles de Siemens et Halske T52 Cipher Machine (également reproduit dans les domaines de la Cryptologie: Hier, aujourd'Hui et Demain)
- Donald W. Davies, de Nouvelles Informations sur l'Histoire de Siemens et Halske T52 Machines de Chiffrement (réimprimé dans les Sélections de Cryptologia: l'Histoire, les Gens, et de la Technologie, Artech House, Norwood, 1998)